# Черногорский заповедный массив
Черногорский заповедный массив (укр. Чорногірський заповідний масив) — заповедный массив Карпатского биосферного заповедника, расположенный на территории Раховского района Закарпатской области Украины.
Площадь — 16 375 га. В 1968 году заповедный массив стал частью биосферного заповедника.

## Описание
Массив расположен на южных и западных склонах Черногорского хребта, в пределах высот от 700 до 2061 м над у.м. На территории массива, площадь которого составляет 16375 га, расположена высочайшая вершина Украинских Карпат — Говерла (2061 м). Рельеф высокогорной части массива носит следы древнего оледенения с характерными ледниковыми формами — карами, в некоторых из них образовались озера, например Брескул, Верхнее озеро, Бребенескуль.

## Климат
Климат Черногорского массива умеренно континентальный. С увеличением высоты над уровнем моря температура воздуха понижается, а количество осадков возрастает. Большое количество осадков обусловливает наличие хорошо развитой гидросети — на территории массива расположены истоки многочисленных притоков реки Белая Тиса.

## Природа
Типичными для лесных формаций является светло-бурые и темно-бурые горно-лесные почвы. В высокогорье преобладают торфянисто-горно-подзолистые и горно-лугово-буроземные почвы.
Черногорский заповедный массив характеризуется большим разнообразием флоры и фауны. Господствующим типом растительности являются леса. В прохладном климате Чорногоры чистые бучини имеют ограниченное распространение. В более широком высотном диапазоне встречаются смешанные лиственно-хвойные леса, которые достигают высоты 1200 м. Выше распространены зональные смеречники, образующие верхнюю границу леса, которая здесь проходит на высоте 1500—1600 м. В субальпийском поясе распространены криволесья. Значительные площади занимают травянистые формации — альпийские луга. В составе флоры Черногорского массива насчитывается ряд редких видов.
Центральным ядром фауны позвоночных Черногорского массива являются виды таежного и альпийского комплексов. В высокогорье, на высоте около 1800 м, встречаются снежная полёвка и альпийская завирушка, занесённые в Красную книгу Украины. Характерными обитателями хвойных и смешанных лесов Черногоры является трёхпалый дятел, желтоголовый королёк, белозобый дрозд, глухарь,рысь, медведь и т. д.. Всего в фауне Черногорского массива хорошо представлены виды, характерные для всего лесного пояса Карпат. Немало видов беспозвоночных — карпатских и восточнокарпатский эндемиков — зарегистрировано в Украинских Карпатах только в Черногории.